# Montesquiu
Montesquiu ist eine katalanische Gemeinde in der Provinz Barcelona im Nordosten Spaniens. Sie liegt in der Comarca Osona.

## Geographische Lage und Klima
Montesquiu liegt etwa 80 Kilometer nördlich von Barcelona am Fluss Ter. Der Ort liegt im Norden der Comarca Osona, der er seit 1990 angehört. Zuvor gehörte er zur Comarca Ripollès. Die Gemarkung liegt auf einer Höhe zwischen 550 und 885 Metern. Die Landschaftsform bildet den Übergang zwischen der Ebene von Vic und den Pyrenäen. Auch das Klima bildet einen Übergang zwischen Mittelmeerklima und Gebirgsklima der Pyrenäen. Vom ersten erhält Montesquiu die milden Temperaturen, vom zweiten die Regen- und teilweise auch Schneefälle.

## Geschichte
Der Kern des Ortes liegt im Süden der Gemarkung, auf einer Terrasse über dem Ter. Das älteste nachgewiesene Gebäude ist die 1285 dokumentierte Burganlage Castell de Montesquiu. Im 16. Jahrhundert wurde das erste Haus errichtet, eine Schmiede an der Straße von Barcelona nach Ripoll.
Fast vier Jahrhunderte lang entwickelte sich Montesquiu als ein Ableger des Nachbarortes Sant Quirze de Besora, von dem es administrativ abhängig war. Schließlich erhielt Montesquiu am 25. August 1934 die Eigenständigkeit.

## Verkehr
Entsprechend seiner Lage und Geschichte ist Montesquiu ein Durchgangsort. Er ist durch die Überlandstraße C-17 und durch die Bahnlinie Barcelona–Puigcerdà (Bahnhof Sant Quirze-Montesquiu) angebunden.

## Sehenswürdigkeiten
Das Castell de Montesquiu und die naheliegenden Naturparks

## Städtepartnerschaft
- Montesquiou im Département Gers, (Frankreich)